# Cass – Legend of a Hooligan
Cass – Legend of a Hooligan (engl. für Cass – Legende eines Hooligans) ist die Verfilmung des Lebens von Cass Pennant, dem ehemaligen Anführer der bedeutenden Hooligangruppierung Inter City Firm.

## Handlung
Cass, ein schwarzes jamaikanisches Waisenkind, wächst bei alten weißen Adoptiveltern im Londoner Stadtteil Slade Green (London Borough of Bexley) der 50er Jahre, in einer Zeit lange vor „political correctness“, auf. Jeden Tag wird er wegen seiner Herkunft und Hautfarbe von seinen Mitschülern verprügelt und von seinen Lehrern diskriminiert. Eines Tages – er ist bereits ein junger Mann – explodiert Cass’ Wut und er  beschließt, nie wieder das Opfer zu sein. Als Fan von West Ham United schließt er sich der berüchtigten Inter City Firm, einer Hooligan-Gruppe im Umfeld des Vereins, an. Mit Gewalt und Hass verschafft er sich den Respekt, der ihm so lange verwehrt blieb, im Kampf fühlt er sich gut, das macht ihn stark und mächtig. Er steigt schnell zum Anführer der Hooligan-Bande auf – ein großer, starker, schwarzer Mann als Führer einer weißen Gang! Damit wird er auch zum bevorzugten Ziel der Polizei, bis eines Tages die Gewalt eskaliert.
Unter der Regierung Thatcher beginnt der Staat hart gegen Hooligans vorzugehen. Nach einer organisierten Attacke auf Anhänger von Newcastle United, wird Cass zu vier Jahren Haft verurteilt. Er beginnt im Gefängnis HM Prison Wormwood Scrubs seine Biographie zu schreiben. In den 1990er Jahren arbeitet er während der Ecstasy-Welle als Türsteher bei einer Disco, die seinem ehemaligen Hooligangenossen Ray gehört. Alte Feinde schießen ihn eines Tages nieder. Nach einem Krankenhausaufenthalt hat er die Gelegenheit zur Rache, verzichtet aber darauf. Er beginnt ein bürgerliches Leben.

## Kritik
MovieMaze.de urteilt: „[…] am Ende ein ganz solider, aber leider nur oberflächlich und tempoarm geratener Einblick in die Psyche einer bedeutenden Hooligan-Persönlichkeit. Gut gemeint, aber nicht wirklich überzeugend.“
Die Stadionwelt-fans.de hingegen ist fasziniert: „Cass ist vielmehr als nur ein Fußballfilm, denn er zeigt neben der Entwicklung der englischen Hooliganszene, brutalen Schlägereien auch die Feinheiten des menschlichen Charakters und seiner vielen Entfaltungsmöglichkeiten. Es geht auch um die Bedeutung und Auswirkung einer Gruppenzugehörigkeit und der eigenen Dynamik, die dies hervorrufen kann. Es geht darum, wie Gewalt Gegengewalt erzeugt, wie die Politik auf diese Bewegungen reagierte, wie wichtig ein intaktes Elternhaus ist, kurzum, wie wichtig es ist, ein Mensch zu bleiben. All diese Themen werden in diesem Film besonders beleuchtet  – und darum kann man auch mit Fug und Recht behaupten, dass der Film zu einem Meilenstein des Gesellschaftsdramas gehört.“

## Weiteres
Pennant selbst hat eine Cameorolle: Als „Biggs“, einer der Türsteher.